# Včelákov
Včelákov är en köping i Tjeckien.   Den ligger i regionen Pardubice, i den centrala delen av landet, 110 km öster om huvudstaden Prag. Včelákov ligger 487 meter över havet och antalet invånare är 550.
Terrängen runt Včelákov är huvudsakligen platt, men den allra närmaste omgivningen är kuperad. Terrängen runt Včelákov sluttar norrut. Runt Včelákov är det ganska tätbefolkat, med 62 invånare per kvadratkilometer. Närmaste större samhälle är Hlinsko, 6,4 km söder om Včelákov. Omgivningarna runt Včelákov är en mosaik av jordbruksmark och naturlig växtlighet.